# Huehueteotl

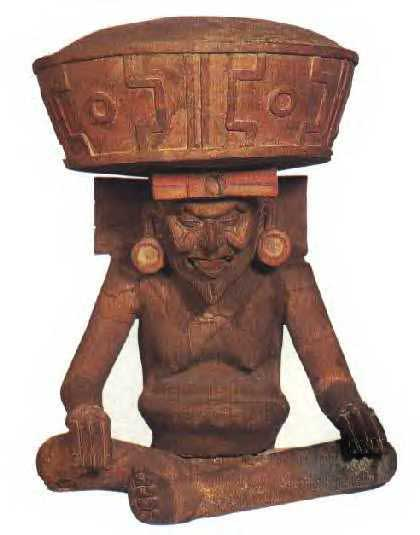
Escultura de Huehuetéotl.

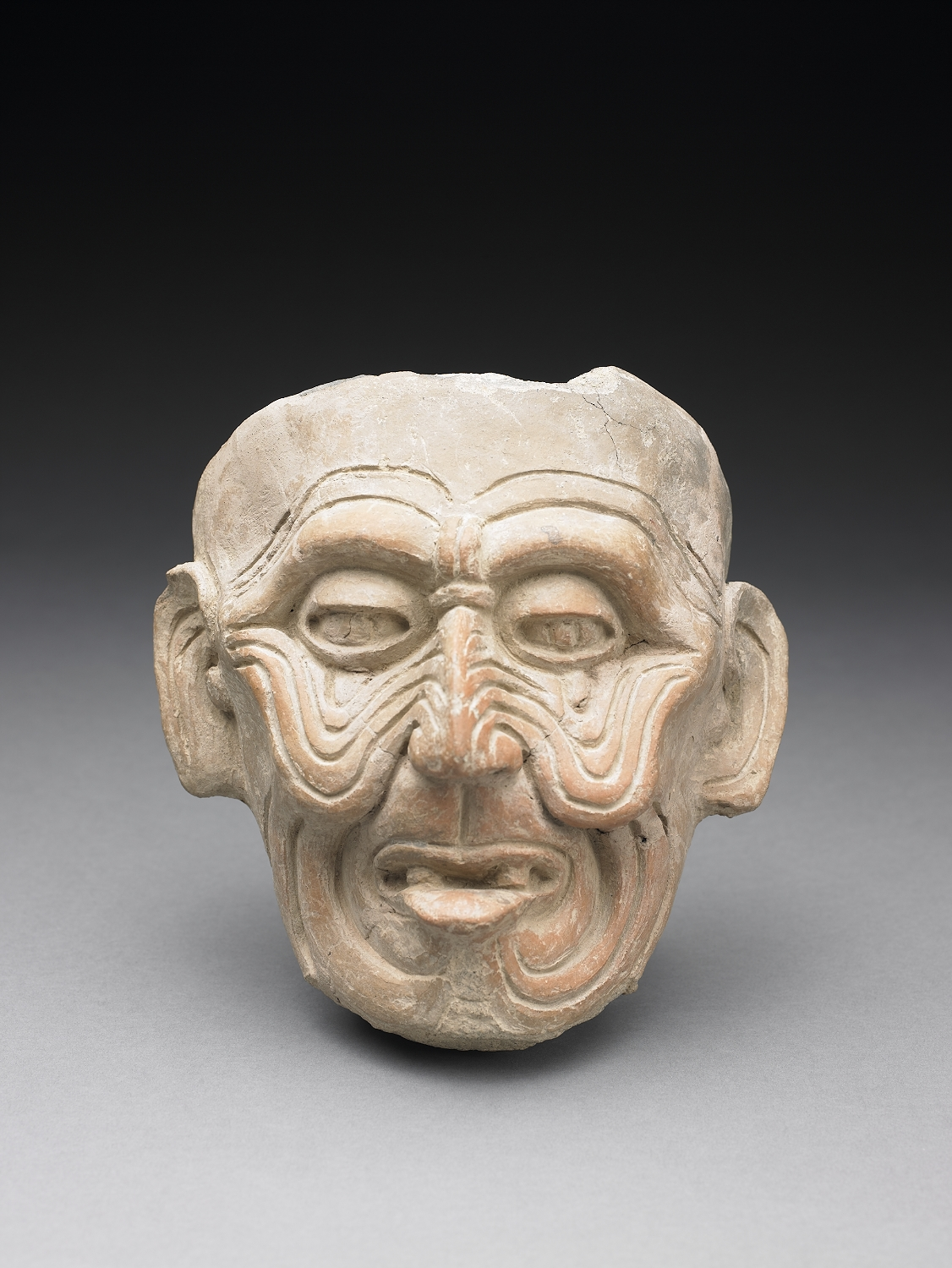
Rostro arrugado del dios Huehuetéotl

Huehuetéotl (en náhuatl: huēhueh-teōtl, ‘dios-viejo’) es el nombre con el que se conoce genéricamente a la divinidad mesoamericana del fuego. Su culto fue uno de los más antiguos de Mesoamérica, como lo testifican las efigies encontradas en sitios tan antiguos como Cuicuilco y Monte Albán. 
En cuanto a la divinidad solar, estaba relacionado con el calendario. En la cultura teotihuacana se le representaba como un anciano arrugado, barbado, desdentado y encorvado. Sentado, Huehuetéotl llevaba un enorme brasero sobre su espalda. En otras ocasiones, el mismo brasero era la propia representación del dios.
La Serpiente de Fuego (Xuihcóatl) parece haber sido su nahual. Uno de sus símbolos era la cruz de los cuatro rumbos del universo o quincunce, que partían del centro donde él residía.

## El dios del fuego
A pesar de que Tezcaltlipoca se conoce como el creador del fuego, Huehuetéol es el patrono del fuego en la cultura Azteca. Tezcatlipoca es el primero en llegar a la fiesta del mes “Teotleco” Mientras que Huehuetéotl es el último que se presenta a esa reunión de los dioses. Huehuetéotl es un dios viejo cargado de años que soporta sobre su cabeza un enorme brasero en la cultura teotihuacana. Huehuetéotl además tiene muchas arrugas y pocos dientes. En otras culturas se le representa solamente con el brazero. Incluso en algunas urnas Zapotecas se encuentra representado el dios como un brasero. 
Se cree que la figura más antigua de Huehuetéotl encontrada, corresponde a la cultura de Ticomán, una cultura probablemente contemporánea a Cuicuilco que vivía a orillas del lago de Texcoco, a la cual también se le atribuye el culto a Huehuetéotl.
La relación entre el dios del fuego y Xuihcóatl es compleja. El nahual propio de Xiuhtecutli es Xuihcóatl, la serpiente de fuego con un cuerno en la nariz decorado con siete estrellas. Se dice que Huehuetéotl utilizaba a Xuihcóatl como su disfraz. También se dice en otras fuentes que Huehuetéotl y Xuihtecutli son diferentes nombres para el mismo dios. En La piedra del sol, también conocida como Calendario azteca, existen dos de estas serpientes de fuego que transportan al sol en su camino por el cielo.  También por eso, los dioses Tezcatlipoca y Huitzilopochtli, los opuestos, o día y noche, son dioses del fuego que también utilizan el disfraz o nahual propio de Xiuhcóatl.
Según la leyenda mexica, una pareja de hombre y mujer inventaron el fuego y asaron peces para alimentarse. Los dioses, indignados por la osadía de la pareja les cortaron las cabezas y los convirtieron en perros. Desde entonces, los hombres se basan en sí mismos para sobrevivir. El fuego aquí, como en la cultura griega, representa el conocimiento dado al hombre para poder decidir por sí mismo, lo que lo separa de su ser divino o de su relación con los dioses.
El dios del fuego representa una de las más viejas concepciones del hombre mesoamericano; es el dios del centro en relación con los puntos cardinales y además es el brasero (tlecuil) que es el centro de la casa indígena. La importancia del dios del fuego está en la relación directa con la vida diaria de las culturas prehispánicas. Como consecuencia, es uno de los dioses más adorados por los antiguos pobladores de América. Por esto, al dios viejo se le fueron atribuyendo varios nombres diferentes como veremos a continuación, dependiendo de la región y las influencias lingüísticas.

## Importancia del fuego y de Huehuetéotl en la cultura mexica

La piedra del son donde se encuentran las dos serpientes de fuego que guían al sol en su paso por el día y la noche.

El fuego constituyó un elemento deificado que tuvo un sitio privilegiado en la cosmovisión mexica, porque su presencia destaca como motivo central en sus mitos y ritos. El fuego para los mexicas fue el símbolo del ciclo de cincuenta y dos años. Por eso, el hecho de encenderlo constituyó un acto ritual que repetía la cosmogonía y representaba la renovación de la vida; en consecuencia, el fuego fue considerado el regenerador del mundo. De igual manera, purificaba y atribuía de forma sagrada a tiempos y espacios, sobre todo cuando se restauraba ritualmente la vida social al inicio de cada ciclo.
En la cosmovisión mexica el dios del fuego estuvo presente en los tres sectores verticales del cosmos y en las cuatro direcciones del plano terrestre. En el cielo, el dios del fuego fue identificado con el sol. La analogía del fuego con el astro rey hizo equiparables los conceptos de cocción y maduración, funciones que estas dos entidades sagradas realizaban respectivamente. Por otro lado, algunas de sus advocaciones remitían al inframundo, por lo que éstas se relacionaban con la muerte. En ese sector su acción fertilizadora y transformadora traía como consecuencia la liberación de las plantas del mundo muerto para propiciar su resurgimiento.
Además, al asociarlo con acciones tales como la purificación, la transformación y la regeneración, todas ellas dadas en el preciso momento de la transición, fue el encargado de propiciar los cambios en el mundo, por lo que el fuego, como elemento sacralizado, definía y enlazaba los diversos ciclos y procesos sociales, naturales, rituales y míticos. Asimismo, los mexicas lo consideraron como uno de los principios fundadores del mundo, unido al concepto de inicio, pues fue el responsable de la creación del sol, astro imprescindible para la vida del mundo y de los seres que habitan en él. Por otra parte, tuvo la facultad de cohesionar a la familia, a la sociedad y al universo por encontrarse localizado en el centro, sitio desde donde ejercía principalmente su poder transformador y regenerador.

## Nombres y otras nominaciones
Con base en algunos de los nombres que ostenta el dios del fuego en las fuentes documentales, se puede decir que esta deidad estuvo relacionada con el principio dual Ometéotl, el cual se desdoblaba en la deidad masculina Ometecuhtli y en su contraparte femenina Omecíhuatl, los cuales habitaban en el décimo tercer cielo, no tuvieron principio; por eso, sólo Ometéotl  (dualidad generadora y sostén universal) está en pie sobre sí mismo.
Entre las denominaciones del dios del fuego que permiten asociarlo con la dualidad suprema destaca la de Teteo Innan Teteo Inta “madre y padre de los dioses”, forma con la cual es mencionado tanto por Sahagún como en diversos conjuros registrados por Hernando Ruiz de Alarcón en el siglo XVII. También fue caracterizado como “padre y madre” del género humano, pues de esa manera era invocado en el conjuro para curar las enfermedades provocadas por el enojo del fuego y para propiciar un buen parto. En relación con esto, Jacinto de la Serna menciona al dios del fuego como “padre y madre en cuyas manos nacimos”, lo cual implicaría una relación de esta deidad con las entidades creadoras, es decir, lo identificaría con Ometéotl. Por su parte, el apelativo de Tocenta “Nuestro padre unitario”, adjudicado al dios del fuego, hace referencia a los dos principios opuestos y complementarios en una sola entidad. Asimismo, su nombre Huehue Ilama “Anciano, Anciana” lo asocia con la deidad suprema, pues dicho apelativo denota a una deidad conformada por el principio dual creador del cosmos, es decir, por las dos fuerzas sagradas primigenias representadas como dos ancianos de sexo opuesto.
Su denominación Huehuetéotl “Dios viejo” indica que se trataba de una deidad de gran antigüedad tanto en el nivel histórico como en el simbólico. Históricamente, el fuego fue uno de los primeros elementos deificados en la religión de los pueblos de los valles del centro-sur de México, pues sus primeras representaciones como un anciano jorobado con arrugas y desdentado datan desde el Periodo Preclásico. Simbólicamente, su ancianidad se identifica con una existencia que se remonta a los tiempos inmemoriales en los que el sol actual aún no existía, ya que el primer astro en alumbrar al mundo fue un medio sol hecho de fuego.
Por otra parte, antes de la creación del Quinto Sol, los dioses encendieron una hoguera a la cual se arrojó Nanahuatzin, personaje que se transformaría en el astro más luminoso. Asimismo, su nombre Tota “Nuestro padre” revela su carácter predominantemente masculino y fertilizador. Cabe mencionar que con esta denominación también llamaban al tronco del árbol que veneraban en la fiesta de Huey Tozoztli, el cual, junto con el poste hincado en la fiesta de Xócotl Huetzi, representaba tanto a un falo fecundador como al árbol cósmico del centro que, por encontrarse en el eje del mundo, permitía la comunicación entre el cielo, la tierra y el inframundo.
Con base en lo anterior, podemos deducir que Xiuhtecuhtli, al igual que Huehuetéotl y Ometéotl, estaba relacionado con el concepto de “principio” pero, a diferencia de la deidad suprema, al dios del fuego se le rendía un culto específico con acciones rituales bien determinadas. Además de que las ceremonias dedicadas a él tenían como principal objetivo fortificarlo para que pudiera continuar ejerciendo su poder regenerador sobre el mundo y así asegurar su continuidad.
Prueba de su importancia es la de su desdoblamiento, manifiesto en la pluralidad de sus nombres. Entre la larga lista de nombres pueden señalarse:
1. Ixcozauhqui o "el que tiene amarillo el rostro"
2. Cuezalin o "pluma roja"
3. Nahui Acatl o "cuatro caña" (que es uno de sus nombres calendáricos)
4. Milintica o "está ondulando"
5. Tzoncozahuiztica o "están amarilleando sus cabellos"
6. Tlamacazqui o "sacerdote amarillo"
7. Nauhyotecuhtli o "señor del conjunto de cuatro"
8. Chicnauhyotecuhtli o "señor del conjunto de nueve"
9. Tzoncoztli o "amarillo de los cabellos"
10. Tlahuizcalpantecuhtli o "señor del lugar de la casa del crepúsculo"
11. Tocenta o "nuestro padre unitario"
12. Teyacancatzin Totccuyo o "nuestro señor el venerable que guía a los demás"
13. Ocopilli o "noble del pino"
14. Ocotecuhtli o "señor del pino"
15. Otontecuhtli o "señor de los otomíes"[4]

## Huehuetéotl en Teotihuacán
Se conocen 153 esculturas en Teotihuacán que representan al dios viejo. La primera de las cuales descubrió Leopoldo Batres entre 1905 y 1907. Casi en su totalidad, las piezas están hechas de una sola de andesita gris, una roca parecida al basalto y la representación del anciano con las manos en las rodillas y las piernas cruzadas es muy consistente en todas las esculturas. Además, el ornamento de rombos y barras del brasero es casi idéntico en todas las representaciones conocidas.
En 2012, a 66 metros de altura, cerca de la cima de la pirámide del sol en Teotihuacán se descubrió una nueva representación de Huehuetéotl acompañada de tres estelas de piedra verde. Hasta ahora, esta escultura es la más grande encontrada en toda la zona arqueológica. Se le atribuye a la pieza una antigüedad de 1500 años según INAH. Según la arqueóloga Nelly Zoé Núñez Rendón, es sorprendente el tamaño de la escultura y de las estelas. La escultura pesa alrededor de 190 kg y aún conserva (a diferencia de todas las otras) parte de la pigmentación original sobre los diseños geométricos del brasero.